# This Is Country Music
This Is Country Music è il nono album del musicista country Brad Paisley, pubblicato il 24 maggio 2011.
L'album contiene numerose collaborazioni con altri artisti tra cui Don Henley, Sheryl Crow, Blake Shelton, and Marty Stuart. Carrie Underwood appare nel duetto Remind Me.

## Tracce
1. This Is Country Music – 5:11
2. Old Alabama (feat. Alabama) – 5:01
3. A Man Don't Have to Die – 4:19
4. Camouflage – 4:26
5. Remind Me (feat. Carrie Underwood) – 4:31
6. Working on a Tan – 4:04
7. Love Her Like She's Leavin' (feat. Don Henley) – 4:08
8. One of Those Lives – 4:13
9. Toothbrush – 3:09
10. Be the Lake – 3:56
11. Eastwood (feat. Clint Eastwood, William "Huck" Paisley and Jasper Paisley) – 5:01
12. New Favorite Memory – 4:12
13. Don't Drink the Water (feat. Blake Shelton) – 3:46
14. I Do Now – 4:00
15. Life's Railway to Heaven (feat. Marty Stuart, Sheryl Crow and Carl Jackson) – 4:52

## Classifiche

### Album
| Classifica                   | Posizione |
| ---------------------------- | --------- |
| ARIA Charts                  | 26        |
| ARIA Country Charts          | 2         |
| Billboard Canadian Albums    | 3         |
| Irish Albums Chart           | 100       |
| VG-lista                     | 3         |
| Sverigetopplistan            | 42        |
| Swiss Music Charts           | 45        |
| Official Albums Chart        | 86        |
| UK Country Albums Chart      | 2         |
| Billboard 200                | 2         |
| Billboard Top Country Albums | 1         |

### Singoli
| Anno | Singolo                            | Posizione   | Posizione | Posizione | Posizione |
| Anno | Singolo                            | USA Country | USA       | CAN       |           |
| ---- | ---------------------------------- | ----------- | --------- | --------- | --------- |
| 2010 | This Is Country Music              | 2           | 58        | 67        |           |
| 2011 | Old Alabama (feat. Alabama)        | 1           | 38        | 41        |           |
| 2011 | Remind Me (feat. Carrie Underwood) | 1           | 17        | 33        |           |